# Семиєдиний
Семиєдиний (баск. Zazpiak Bat) - геральдична назва басківського герба, який включає герби семи провідних провінцій, підкреслюючи їх єдність. Він був розроблений істориком Жаном де Яурґейном 1897 року для Congrès et Fêtes de la Tradition (Конгресів та свят традицій), що відзначався в Сен-Жан-де-Люзі.

## Назва
Zazpiak Bat - девіз, що приписують досліднику басків Антуану-Томсону д'Аббаді в кінці ХІХ століття. Він складається із баскських слів zazpiak, що означає "сім", а bat означає "один", і перекладається як "сім [є] один" і натякає на сім історичних провінцій Басконії. Однак він був вперше цитований у 1836 році другом і співпрацівником Антуана д'Аббаді, жителя Субероа Агості Ксахо ( Etudes grammaticales sur la langue euskarienne, присвячений Zazpirak Bat). Девіз ґрунтується на подібному, створеному в епоху Просвітництва Реального Сосьєдада Басконгада де Амігос дель Паїса в 1765 році, Триєдиний («троє [є] один», після об'єднання провінцій, що складають Баскську автономну громаду). Одночасно подібний варіант також був створений у ХІХ ст., відомий як Чотириєдиний ("чотири [є] один", для чотирьох провінцій Басків в Іспанії).

## Історія

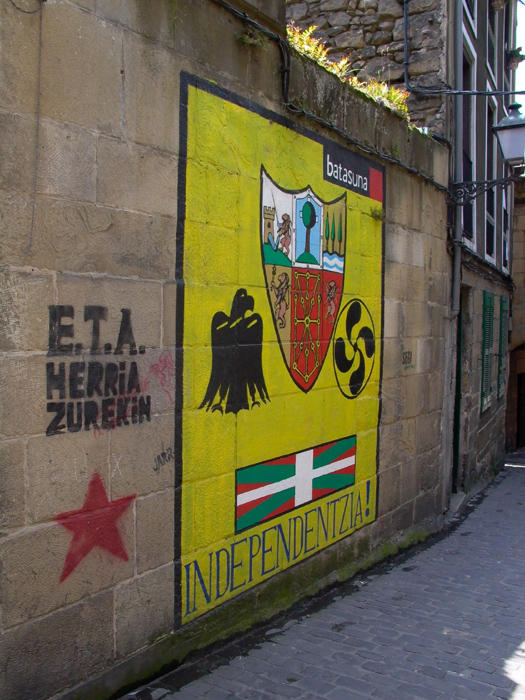
Батасуна розпис в Гіпускоа (2003), показуює сучасну версію Семиєдиного разом з arrano beltza, баскським хрестом і прапором країни басків

Оригінальний Семиєдиний має дизайн традиційних гербів шести баскських територій, а саме Алави, Гіпускоа, Біскайї (вони складають автономну Країну Басків), Наварра (в Іспанії) Субероа і Лапурді  (входять до французького департаменту Атлантичні Піренеї). Герб сьомої традиційної провінції Нижня Навара представлений гербом Наваррського королівства, тому не поданий додатково. Сучасний дизайн герба базується на сучасній спрощеній геральдиці цих територій.

## Чотириєдиний

Чотириєдиний

Чотириєдиний - герб Басконії із чотирма баскійськими провінціями Іспанії був прийнятий як герб Країни Басків. Герб Наварри спочатку був включений до четвертої чверті щита, але після протесту з боку уряду Наварри, керованого УПН, Конституційний суд Іспанії змусив уряд Басків усунути ланцюги Наварри з баскських знаків. Червоний фон наварських знаків в даний час займає четверту чверть герба країни Басків.

Алава
Біскайя (до 1986 р.)
Біскайя
Гіпускоа
Наваррське королівство
Наварра
Нижня Наварра
Лапурді
Субероа

## Зовнішні посилання
- Вебсайт з різними баскськими прапорами та гербами
- Zazpiak Bat